# Sternula lorata
La sterna del Cile (Sternula lorata, Philippi & Landbeck, 1861), è un uccello della sottofamiglia Sterninae nella famiglia Laridae.

## Tassonomia
Sternula lorata non ha sottospecie, è monotipica.

## Distribuzione e habitat
Questa sterna è molto legata alle regioni lambite dalla Corrente di Humboldt, per cui il suo areale è molto ristretto e va dal Cile settentrionale all'Ecuador meridionale, passando naturalmente per il Perù in cui si trovano il maggior numero di siti riproduttivi.